# Chris Sawyer's Locomotion
Chris Sawyer's Locomotion è un videogioco gestionale e di simulazione creato da Chris Sawyer e pubblicato da Atari per Microsoft Windows il 7 settembre 2004. Il titolo fa parte del genere della strategia manageriale e mette il giocatore a capo di una compagnia di trasporti con l’obiettivo di costruire e far funzionare una rete redditizia ed efficente.
Il gioco è visto come il successore spirituale di Transport Tycoon (1994), sempre ideato da Sawyer, e riprende i principi di base usando però un motore grafico e un’interfaccia simile a quelli di RollerCoaster Tycoon.

## Sviluppo
Visto il grande successo di Transport Tycoon e della relativa versione Deluxe, Chris Sawyer iniziò a lavorare su un seguito, ma il suo forte interesse per le montagne russe lo portò ad accantonare il progetto in favore di RollerCoaster Tycoon e RollerCoaster Tycoon 2. Soltanto dopo aver pubblicato questi ultimi due giochi riuscì a dedicarsi allo sviluppo di un vero e proprio successore di Transport Tycoon, pubblicato poi con il nome di "Chris Sawyer's Locomotion".
Così come per i giochi precedentemente creati da Chris Sawyer, anche Locomotion è stato programmato principalmente in linguaggio assembly.
Il motore grafico di Locomotion deriva da quello di RollerCoaster Tycoon, con la stessa visuale bidimensionale e in prospettiva isometrica. Le animazioni sono quasi identiche a quelle del titolo precedente e non portano innovazioni rispetto agli standard dell’epoca. La colonna sonora è composta da brani MIDI che cambiano in base al periodo storico simulato, dalle prime decadi del XX secolo agli anni successivi. Alcuni critici hanno notato che la ripetitività dei pezzi, sopratutto quelli ragtime iniziali, poteva diventare fastidiosa.
Nel 2018, un gruppo di fan ha iniziato a creare una versione open source del gioco chiamata OpenLoco. Attraverso un processo di ingegneria inversa, il codice originale del gioco è stato trascritto in un più moderno linguaggio C++, replicando quanto già avvenuto con analoghi progetti relativi ai giochi precedenti di Sawyer. La versione open source è compatibile non solo con Windows, ma anche con Linux e macOS.

## Modalità di gioco
In Chris Sawyer’s Locomotion il giocatore deve far crescere una compagnia di trasporto, costruendo infrastrutture e creando rotte per passeggeri e merci. Il mondo di gioco è mostrato con grafica isometrica e include città, industrie, fiumi, mari e montagne. Il compito principale è trasportare persone e beni da un punto all’altro, usando treni, autobus, tram, aerei, navi e camion. Le città aumentano di dimensione quando la rete di trasporti diventa più efficente, portando a maggiore popolazione e quindi più richiesta di servizi. Il giocatore deve decidere se puntare sui passeggeri o sulle merci, facendo investimenti e valutando i profitti, oltre a scegliere le tecnologie migliori da usare.
Gli scenari disponibili hanno obiettivi diversi: alcuni chiedono di raggiungere un certo livello di guadagno, altri di trasportare un numero preciso di passeggeri o merci in un periodo di tempo limitato. In altri casi l’obiettivo è favorire lo sviluppo urbano e industriale della mappa.
Il gioco include anche una modalità multigiocatore che permette di sfidare altri utenti online, aumentando la longevità del titolo.

## Accoglienza
Le recensioni della critica sono state diverse e non sempre positive. Secondo alcune recensioni, Locomotion si distingue per la profondità gestionale e per la varietà delle sfide, ma è stato giudicato povero dal lato tecnico. Grafica e sonoro sono rimasti quasi uguali a quelli di RollerCoaster Tycoon. Per questo motivo è stato ritenuto più adatto a chi cerca complessità gestionale piuttosto che effetti visivi o sonori moderni. Alcuni utenti invece hanno parlato di un gioco divertente e facile da interpertare, grazie ai controlli semplici e alla varietà di mezzi e scenari. Una recensione del 2008 lo descrive come “additivo” e con ottima longevità, soprattutto per il multiplayer e la possibilità di creare scenari. Una critica comune riguarda la curva di apprendimento: le spiegazioni iniziali non bastano per i novizi, che spesso devono rifare i primi scenari più volte per capirne bene la logica. In generale, Locomotion è stato considerato un titolo di nicchia, capace di piacere molto ai fan delle simulazioni gestionali, ma meno interessante per chi cercava innovazioni grafiche o un’esperienza più immediata
Un aspetto apprezzato è la possibilità di creare scenari personalizzati con strumenti che permettono di modificare il terreno, costruire rotte e posizionare industrie e città. Questi scenari possono anche essere condivisi e usati in modalità multiplayer. La comunità online ha prodotto vari add-on non ufficiali, che hanno ampliato il numero di veicoli disponibili. Tra le aggiunte più importanti c’è il treno a levitazione magnetica, che poteva superare i 200 mph. Si trattava di una scelta costosa, ma molto utile per i trasporti a lunga distanza perché aumentava di molto i profitti. Questi contenuti extra hanno mantenuto vivo l’interesse verso il gioco negli anni dopo l’uscita, migliorandone la rigiocabilità e tenendo unita una comunità di appassionati.